# Падение Гранады
Падение Гранады — капитуляция и захват города Гранада, в период противостояния христианских и мусульманских правителей на территории Иберийского полуострова.
Падение города произошло 2 января 1492 года после нескольких месяцев осады города, став кульминацией так называемой Гранадской войны 1482—1492 годов. Город был захвачен Королевством Кастилия и Леон. Передачу Гранады регулировал специально составленный Гранадский договор, состоящий из 77 пунктов. Вместе с падением Гранады прекратил существование Гранадский эмират, и его территория вошла в состав Кастильской короны как Королевство Гранада. Взятие Гранады означало конец 780-летнего арабского присутствия на Иберийском полуострове и конец Реконкисты. После этой победы христианское королевство стали называть Испанией.

## Ход событий
Весной 1491 года в руках мавров на Иберийском полуострове оставалась лишь Гранада. Попытки взять город штурмом были неудачными, войска Изабеллы I и Фердинанда II приступили к осаде. Было заключено перемирие на четыре месяца. Боабдиль вёл переговоры с королём Феса о помощи в борьбе с осаждающими. Но переговоры оказались неудачными. Срок перемирия истёк, и город капитулировал.

## Современность
Гранада отмечает 2 января как праздник.